# Where Is the Feeling?
«Where Is the Feeling?» — песня австралийской певицы Кайли Миноуг с её пятого студийного альбома Kylie Minogue (1994). Песня была написана Уилфом Смартисом и Джейн Ханна, продюсерами выступили Brothers in Rhythm. Песня была выпущена 10 июля 1995 года как третий и заключительный сингл с её альбома Kylie Minogue.
Существуют две версии песни, альбомная версия и сингловая версия, которая является более танцевальной. Лирически, песня рассказывает о Миноуг, чувствующей себя уязвимой без её возлюбленного и ценящей их отношения.
Коммерчески, песня стала самым провальным синглом Миноуг до настоящего времени, появившись в чартах лишь двух стран, в её родной Австралии и Великобритании. Песня была исполнена (точнее, представлена) лишь во время одного концертного тура Миноуг — KylieFever2002, где она была включена в номер «The Crying Game Ballad Medley».

## О песне
Песня, изначально являющаяся клубным хитом группы Within a Dream в 1993-м году, должна была стать вторым синглом с альбома Kylie Minogue, хотя попадание песни в финальный треклист альбома было под вопросом. Позже релиз был заменен синглом «Put Yourself in My Place». Выпуск сингла был запланирован на апрель 1995, но был задержан до июля, пока Миноуг заканчивала съемки в фильме Био-Дом.
Существуют две версии «Where Is the Feeling?». Сингловая версия — хаус-песня с элементами джаза, а также синти-поп, европоп и транса. В то время как альбомная версия сделана в джазовом стиле с партиями фортепиано и духовых инструментов. Лирически, песня рассказывает о Миноуг, чувствующей себя уязвимой без её возлюбленного и ценящей их отношения.
Новая версия песни с танцевальной аранжировкой и вставками разговоров, шепота и новых вокальных партий, вероятно, была слишком сложной для радиоротации. Большинство радиостанций играло более попсовый ремикс BIR Bish Bosh mix, эту версию Кайли также исполняла во время промокампании сингла. BIR Dolphin mix, однако, имел некоторый успех в клубах; многие фанаты также спустя долгое время отмечают ремикс за его экспериментальный и чувственный звук.

## Оценки критиков и публики
Песня стала наименее успешным синглом Миноуг в то время. Синглу удалось попасть в чарты лишь двух стран, Австралии и Великобритании. Песня дебютировала на 31-й позиции в австралийском хит-параде, но опустилась до № 38 на следующей неделе, оставаясь в чарте только в течение трех недель. Долгое время сингл считался самым провальным сольным синглом Миноуг в Австралии, пока «In My Arms» не заменил этот статус, достигнув максимума на 35-й строчке и оставаясь в чарте в течение двух недель.
В Британии песня дебютировала с № 16, опустившись позже до № 63 и продержавшись в чарте в течение трех недель. С 1995 сингл оставался единственным в её карьере, продержавшимся чарте так недолго, пока в 2008 году сингл Миноуг «The One» не повторил этот результат с тремя неделями в чарте.
Deconstruction первоначально запланировал релиз сингла на двух компакт-дисках, но из-за новых правил при составлении чартов идея не была воплощена в жизнь, что объясняет обложку сингла с двумя совмещенными фотографиями Кайли.

## Музыкальное видео
«Where Is the Feeling?» был перезаписан для релиза сингла с Brothers in Rhythm. На эту версию было снято видео, показывающее Миноуг в бассейне, замаскированном под океан и целующую неизвестного мужчину. Режиссёром выступил Кир Макфарлейн.

## Список композиций
Здесь представлены основные форматы релиза и трек-листы сингла «Where Is the Feeling?».
| №  | Название                                      | Длительность |
| -- | --------------------------------------------- | ------------ |
| 1. | «Where Is the Feeling?» (BIR Dolphin Mix)     | 4:12         |
| 2. | «Where Is the Feeling?» (BIR Soundtrack)      | 13:26        |
| 3. | «Where Is the Feeling?» (Da Klubb Feelin Mix) | 10:48        |
| 4. | «Where Is the Feeling?» (Morales Mix Edit)    | 6:12         |
| 5. | «Where Is the Feeling?» (BIR Bish Bosh Mix)   | 4:46         |

| №  | Название                                    | Длительность |
| -- | ------------------------------------------- | ------------ |
| 1. | «Where Is the Feeling?» (BIR Dolphin Mix)   | 4:12         |
| 2. | «Where Is the Feeling?» (BIR Bish Bosh Mix) | 4:46         |

| №  | Название                                       | Длительность |
| -- | ---------------------------------------------- | ------------ |
| 1. | «Where Is the Feeling?» (BIR Dolphin Mix)      | 4:12         |
| 2. | «Where Is the Feeling?» (BIR Soundtrack)       | 13:26        |
| 3. | «Where Is the Feeling?» (Da Klubb Feelin' Mix) | 10:48        |

| №  | Название                                    | Длительность |
| -- | ------------------------------------------- | ------------ |
| 1. | «Where Is the Feeling?» (Morales Mix Edit)  | 6:12         |
| 2. | «Where Is the Feeling?» (BIR Bish Bosh Mix) | 4:46         |

| №  | Название                                  | Длительность |
| -- | ----------------------------------------- | ------------ |
| 1. | «Where Is the Feeling?» (BIR Dolphin Mix) | 13:26        |

| №  | Название                                       | Длительность |
| -- | ---------------------------------------------- | ------------ |
| 1. | «Where Is the Feeling?» (Da Klubb Feelin' Mix) | 10:48        |

| №  | Название                                | Длительность |
| -- | --------------------------------------- | ------------ |
| 1. | «Where Is the Feeling?» (Album version) | 7:00         |
| 2. | «Confide in Me» (Master Mix)            | 5:51         |

## Выступления
Песня была использована как видео-интерлюдия во время турне KylieFever2002 (как часть номера «The Crying Game Ballad Medley»).
Миноуг также исполнила песню на следующих ТВ-шоу:
- Don’t Forget Your Toothbrush
- The Steve Wright Show

## Позиции в хит-парадах
| Чарт (1995)        | Место |
| ------------------ | ----- |
| ARIA Singles Chart | 31    |
| UK Singles Chart   | 16    |